# Miljonairsgemeente
De term miljonairsgemeente wordt wel gebruikt voor een gemeente waarin een bovengemiddeld aantal miljonairs woont. Relatief veel miljonairs wonen in een gemeente met geen, of een beperkt stedelijk karakter.
De Nederlandse top-10 van miljonairsgemeenten, geordend naar het percentage van de bevolking dat miljonair is:
| 1995 | 2007 | 2011 | 2016 | 2021 |
| --- | --- | --- | --- | --- |
| 1. Bloemendaal 2. Wassenaar 3. Laren 4. Rozendaal 5. Blaricum 6. Westerschouwen 7. Heemstede 8. Naarden 9. Gorssel 10. Bergen | 1. Bloemendaal 2. Rozendaal 3. Blaricum 4. Laren 5. Wassenaar 6. Haren 7. Bennebroek 8. De Bilt 9. Abcoude 10. Reeuwijk | 1. Blaricum 2. Bloemendaal 3. Laren 4. Wassenaar 5. Rozendaal 6. Naarden 7. Heemstede 8. Wijdemeren 9. Bergen 10. Westvoorne | 1. Laren 2. Blaricum 3. Bloemendaal 4. Wassenaar 5. Rozendaal 6. Beemster 7. Alphen-Chaam 8. Heemstede 9. Renswoude 10. Giessenlanden | 1. Bloemendaal 2. Laren 3. Rozendaal 4. Blaricum 5. Wassenaar 6. Heemstede 7. Bergen 8. Gooise Meren 9. De Bilt 10. Oegstgeest |